# Stefano Cavallari
Stefano Cavallari (Asola, 31 maart 1978) is een voormalig Italiaans wielrenner.

## Overwinningen
2003
- 7e etappe Giro del Veneto 2.6